# Guerra russo-turca (1568-1570)
La guerra russo-turca del 1568-1570 (che alcune fonti ottomane definiscono Spedizione di Astrachan') è stato un conflitto tra il Regno russo e l'Impero ottomano per il controllo del Khanato di Astrachan'.

## Contesto
Nel 1556 lo zar Ivan il Terribile aveva conquistato il Khanato e vi aveva costruito una fortezza dalla quale poteva controllare la navigazione sul fiume Volga.
Nel 1568 il gran visir Sokollu Mehmed Pascià, che durante il periodo del Sultano Selim II esercitava di fatto il potere sull'Impero Ottomano, decise di respingere i russi con lo scopo di creare un canale che permettesse ai turchi di collegare il Volga con il fiume Don.

## La guerra
Nell'estate del 1569 il generale ottomano Kasim Paşa - alla testa di 2 000 Spahi, 1 500 giannizzeri, 5 000 cavalieri tatari e qualche migliaia di Akinci e di Azap – cinse d'assedio Astrachan' e iniziò i lavori per la realizzazione del canale.
Intanto la flotta ottomana bloccò il porto di Azov ma qualche tempo dopo venne distrutta da una tempesta.
Nel frattempo il governatore militare di Astrachan', Knjaz Serebjanov, lanciò un'offensiva rompendo l'assedio ottomano e, ricevuti circa 15 000 uomini di rinforzo, attaccò le truppe turche costringendole a ritirarsi.